# Garrulax mitratus
Garrulax mitratus е вид птица от семейство Leiothrichidae.

## Разпространение
Видът е разпространен в Бруней, Индонезия, Малайзия и Тайланд.